# Dictyna bellans
Dictyna bellans là một loài nhện trong họ Dictynidae.
Loài này thuộc chi Dictyna. Dictyna bellans được Ralph Vary Chamberlin miêu tả năm 1919.